# Adolfo Rodríguez Saá
Adolfo Rodríguez Saa Montero Páez (phát âm tiếng Việt: Rô-đri-ghết Xa; sinh ngày 25 tháng 7 năm 1947) là một chính trị gia người Argentina. Ông là thống đốc của tỉnh San Luis và có một thời gian ngắn làm tổng thống Argentina trong thời kỳ nước này bị khủng hoảng kinh tế. Ông là người ra quyết định chọn đồng Argentino là đồng tiền chính thức của nước này trong kế hoạch cải tổ để cứu vãn nền kinh tế quốc gia trước nguy cơ phá sản.

## Tiểu sử
Rodríguez Saa được sinh ra trong một gia đình có truyền thống chính trị và có địa vị quan trọng ở San Luis. Ông nội của ông trùng tên với ông cũng là Adolfo Rodríguez Saa, cha của ông là cảnh sát trưởng. Sáa tốt nghiệp luật sư của trường Đại học Quốc gia Cuyo và trường Đại học Buenos Aires, và trở thành một nhà lập pháp cấp tỉnh vào năm 1973 lúc ở tuổi 25. Năm 1993 ông bị dính vào một vụ bê bối nhỏ. Sau đó Rodríguez Saa được bầu làm thống đốc của San Luis giai đoạn năm 1983-2001.

## Nắm quyền năm 2001
Năm 2001, Argentina bị khủng hoảng kinh tế trầm trọng, Tổng thống Argentina Fernando de la Rua từ chức sau khi các cuộc bạo loạn phản đối chính phủ năm 2001. Phó Tổng thống thứ của ông Carlos Álvarez đã từ chức từ tháng trước. Quốc hội phải kêu gọi thành lập một hội đồng đặc biệt để chỉ định một tổng thống mới. Adolfo Rodriguez Saa đã được bầu bởi 169 phiếu thuận so với 138 phiếu chống Ông được sự hỗ trợ của PJ và các đảng khác như đảng Cộng hòa.... Ông lên nắm quyền vào ngày 23 tháng 12 năm 2001.
Trong thời gian ngắn của ông lên nắm quyền, ông tuyên bố thành lập một loại tiền tệ mới, đồng Argentino để khắc phục tình trạng thiếu tiền mặt do cuộc khủng hoảng kinh tế. Nhưng những bất ổn dân sự của ngày trước đó lại nổi lên khi ông công bố nội các của ông, vì nó bao gồm Carlos Grosso là trưởng Nội các Bộ trưởng. Grosso là một cựu thị trưởng Buenos Aires, với một hình ảnh không được đẹp. Kết quả là, Rodríguez Saa phải giải tán toàn bộ nội các của ông. Sau đó ông từ chức vào này 30 tháng 12 năm 2001.

## Đời tư
Rodríguez Saa đã có năm con với người vợ đầu tiên của mình và một với bà thứ hai. Anh trai của ông, Alberto Rodriguez Saa hiện là thống đốc của San Luis. Nói chung cuộc sống gia đình ông rất sung túc, giàu có.